# 작전술
작전술은 군사 이론 분야에서 전술의 세부 사항을 전략 목표와 연결하는 명령 수준을 나타낸다.
미국 합동 군사 교리에서 작전술은 "목적을 통합하여 군대를 조직하고 사용하기 위한 전략, 캠페인 및 작전을 개발하기 위한 지휘관과 참모의 기술, 지식, 경험, 창의성 및 판단력을 바탕으로 한 인지적 접근 방식이다." 이는 정치적 요구와 군사력을 연관시킨다. 작전술은 병력 규모, 작전 규모, 노력의 정도가 아닌 군사-정치적 범위에 따라 정의된다. 마찬가지로, 작전술은 이론과 기술을 제공하고, 작전 수준은 교리적 구조와 프로세스를 허용한다.
전쟁의 작전술은 시간, 공간, 수단, 목적이라는 네 가지 필수 요소와 관련된다. 군대를 지휘하고 (제한된) 자원을 할당하는 등의 수단을 통해 작전술은 최적의(또는 적어도 거의 최적에 가까운) 군사력 생성 및 적용을 통해 정치적 목표를 달성하는 것을 목표로 한다. 예를 들어, 방어 구조물을 어디에 구축할지, 얼마나 많은 병력을 어떤 종류로 배치할지 식별하기 위한 제안이 생성될 수 있다. 제안이 수락되거나 재작업될 수 있다. 20세기에는 군수 및 의사 결정을 개선하려는 군사적 노력의 결과로 초기 작전 연구 분야가 번성했다.
전쟁의 작전술은 전장이나 그 근처에서 병력을 조직하고 운용하는 전술과 장기적이고 고위급 전역 작전 및 정부의 리더십을 포함하는 전략 사이에 위치한다. 소련은 1920년대와 1930년대에 소련 군대가 개발하여 제2차 세계대전 중에 활용한 종심작전 군사 이론의 일부로 구별했다.

## 같이 보기
- 대전략
- 군사 교리
- 군사 전략
- 전략